# تمکین کرمانشاهی
کریم کوهساری یا کریم تمکین، متخلص به تمکین (۱۲۹۹–۱۳۵۷) شاعر کرد ایرانی بود که به فارسی و گویش کرمانشاهی  شعر می‌سرود.

## زندگی
کریم تمکین فرزند «محمود کوهساری» شاعر کرمانشاهی است. تمکین در سال ۱۳۲۷ در اداره پست و تلگراف استخدام شد و تا بازنشستگی اش در سال ۱۳۵۶ کار خود را در این اداره ادامه داد. وی در سال ۱۳۴۱ نام خانوادگی خود را از «کوهساری» به «تمکین» تبدیل کرد. تمکین در اسفندماه ۱۳۵۷ درگذشت.

## دیوان
دیوان اشعار کریم تمکین شامل اشعار کردی، فارسی و نوحه‌ها به کوشش فرشید یوسفی با مشخصات زیر چاپ شده است:
- ت‍م‍ک‍ی‍ن ک‍رم‍ان‍ش‍اه‍ی، ک‍ری‍م، دی‍وان ت‍م‍ک‍ی‍ن ک‍رم‍ان‍ش‍اه‍ی ش‍ام‍ل اش‍ع‍ار ک‍ردی و ف‍ارس‍ی و ن‍وح‍ه‌ه‍ا، ب‍ک‍وش‍ش ف‍رش‍ی‍د ی‍وس‍ف‍ی، م‍ه‍ران، ۱۳۶۹.[۲]

## سبک شعری
اشعار او به زبان‌های فارسی و کردی است. بیشتر اشعار فارسی به جا مانده از او مدایح، مراثی و مولودیهایی است که مقدسات دینی و مذهبی در آن‌ها مطرح شده‌اند. تمکین در اشعار کردی سبک ویژه خود را دارد. مسمطهایی که تمکین با مضامین اجتماعی به زبان کردی کرمانشاهی سروده، بسیار ساده و روان است و قدرت او را در صنعت سهل و ممتنع نشان می‌دهد.

## نمونه شعر
مشهورترین شعر تمکین کرمانشاهی شعر زیر است که توسط منوچهر طاهرزاده و همچنین علی البرزی نیز به آواز خوانده شده است.
| بلبل گوڵزار ئشقم باڵ په‌روازم نیه             |  | تا وه سووز دڵ بناڵم که‌س هه‌ماوازم نیه     |
| رنجه له خار فراقم ڕاهه‌تی به‌خشم کووه          |  | ئارزوودار وساڵم یار ته‌ننازم نیه          |
| ده‌رده دارم، رۊ وه کی که‌م تاکه ده‌ردم چاره کهێ |  | راز دڵ ئفشا وه کی که‌م چون که هه‌مرازم نیه |
| تاکه بردی دڵ وه ده‌ستم ئه‌قڵ و هووشم چی وه سه‌ر |  | له‌و چه‌و خه‌مماره مه‌ستم مه‌یل به‌گمازم نیه   |
| یا له وه‌سلی زندگی که‌م یا له هجرانی مرم       |  | قه‌یر یه چشتی تره‌ک ئه‌نجام و ئاقازم نیه    |
| هافز کوردی زوانم شئر من برهانمه              |  | شار کرماشان ئه‌زیزان که‌م له شیرازم نیه    |
| شێر کوردی هه‌ر یه‌سه ئه‌ر خاسه ته‌مکین یا خراو   |  | دی له یه بێتر چه بۊشم سێر و ئێجازم نیه   |